# Noiseux
Noiseux is een plaats en deelgemeente van de Belgische gemeente Somme-Leuze.
Noiseux ligt in de provincie Namen en was tot 1 januari 1977 een zelfstandige gemeente. Noiseux ligt in de Famenne streek in de vallei van de Ourthe.

## Demografische ontwikkeling
- Bronnen:NIS, Opm:1831 tot en met 1970=volkstellingen, 1976= inwoneraantal op 31 december

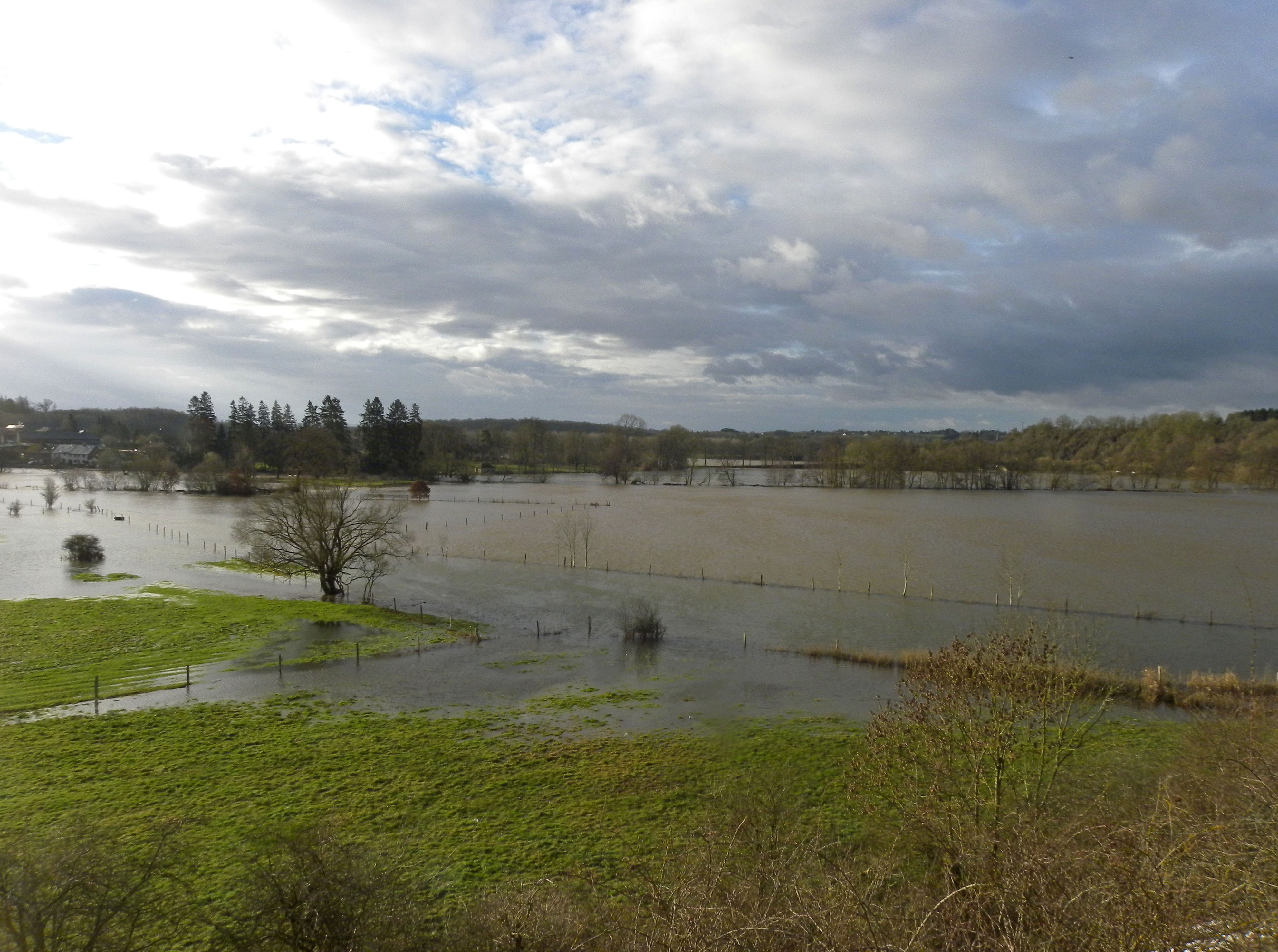
Noiseux tijdens de overstromingen van januari 2011

Deelgemeenten: Baillonville · Bonsin · Heure-en-Famenne · Hogne · Nettinne · Noiseux · Sinsin · Somme-Leuze · Waillet

Overige dorpen: Chardeneux · Fourneau · Mehogne · Moressée · Rabosée · Sinsin-Grande · Sinsin-Petite · Somal

Belgische gemeenten · arrondissement Dinant · provincie Namen · Wallonië